# Louis-Alexandre Cabié
Louis-Alexandre Cabié né à Dol-de-Bretagne (Ille-et-Vilaine) le 25 mai 1853 et mort à Bordeaux (Gironde) le 26 février 1939 est un peintre français.

## Biographie
Élève d'Henri Harpignies et d'Hippolyte Pradelles, Louis-Alexandre Cabié s'installe à Bordeaux vers 1873 et travaille dans la région, sur le motif. Il effectue de nombreux séjours en Saintonge, où il dépeint la campagne et les bords de la Charente près de Cognac. Les rives de l'estuaire de la Gironde, les vues de Royan ou les roches de Saint-Georges-de-Didonne sont terrain d'inspiration régulier jusqu'à la fin de sa vie. Durant sa vie bordelaise, il se déplacera en Périgord où il rencontrera sa seconde épouse.
À partir de 1892, près d'un tiers de ses travaux s'effectueront sur les berges de la Vézère toujours à proximité du haut lieu historique des Eyzies. Il travaille également pour la manufacture Vieillard à Bordeaux, et exécute ses paysages sur des vases. Trois d'entre eux sont conservés au musée des Arts décoratifs et du Design de Bordeaux. En 1887, il envoie des œuvres au Salon des artistes français où il expose tout au long de sa carrière, remportant des médailles. En 1908 il est nommé chevalier de la Légion d'honneur avec pour parrain son maître et ami Harpignies.
Il meurt dans la misère à Bordeaux en 1939 et est inhumé au cimetière de la Chartreuse dans un caveau réunissant plus de 150 artistes.
Une rue de Bordeaux porte son nom.

## Œuvre
Influencé par Jean-Baptiste Camille Corot et Théodore Rousseau, Louis-Alexandre Cabié peint de nombreuses œuvres représentant des paysages des régions qu'il affectionne. En Saintonge (Charente et Charente-Maritime), il réalise notamment La Charente à Cognac[réf. nécessaire] ainsi que de nombreuses toiles représentant la région de Royan et Saint-Georges-de-Didonne, où il aime venir trouver l'inspiration : Clair de lune au bord de mer[réf. nécessaire], La Corniche à Saint-Georges-de-Didonne[réf. nécessaire], Saint-Georges-de-Didonne, près de Royan[réf. nécessaire] (1902), etc.
En Vendée, il séjourne sur l'île de Noirmoutier, où il exécute notamment un Sous-bois sur l'île de Noirmoutier[réf. nécessaire]. En Bordelais, il peint, entre autres, une Porteuse d'eau en sous-bois[réf. nécessaire]. En Périgord, il réalise un Paysage de Dordogne[réf. nécessaire] et une Barque au crépuscule sur la Dordogne[réf. nécessaire].
Certaines des œuvres de Cabié sont conservées, entre autres, au musée des Beaux-Arts de Bordeaux, au musée d'Orsay, au musée des Beaux-Arts d'Angers et au musée Goya de Castres.

Œuvres de Louis-Alexandre Cabié
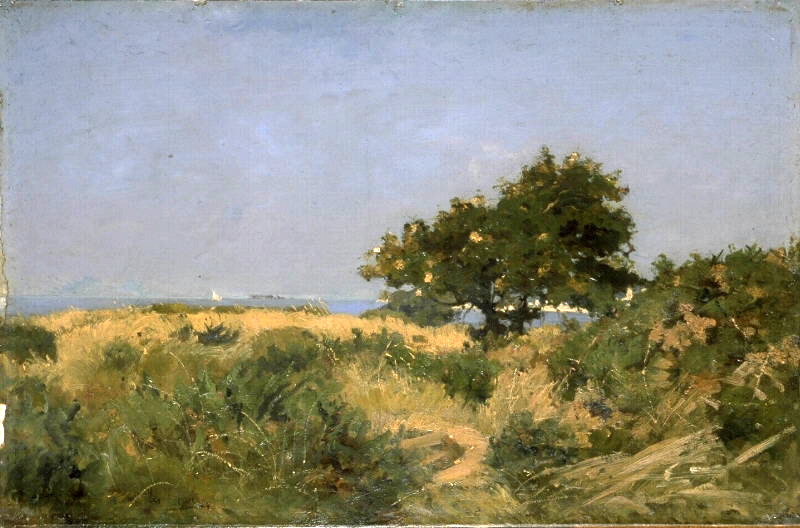
Plages et dunes (vers 1890), musée des Beaux-Arts de Bordeaux.
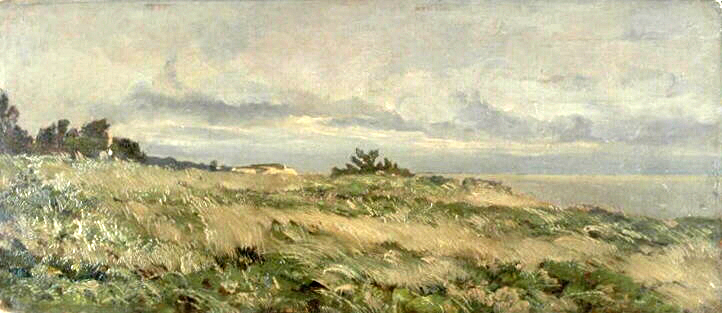
Lande près de la mer (vers 1890), musée des Beaux-Arts de Bordeaux.
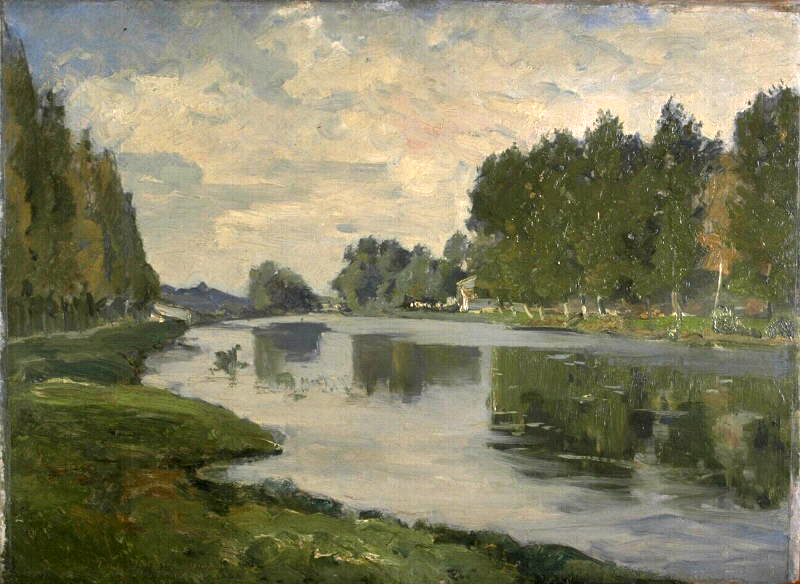
Bord de rivière (1893), musée des Beaux-Arts de Bordeaux.
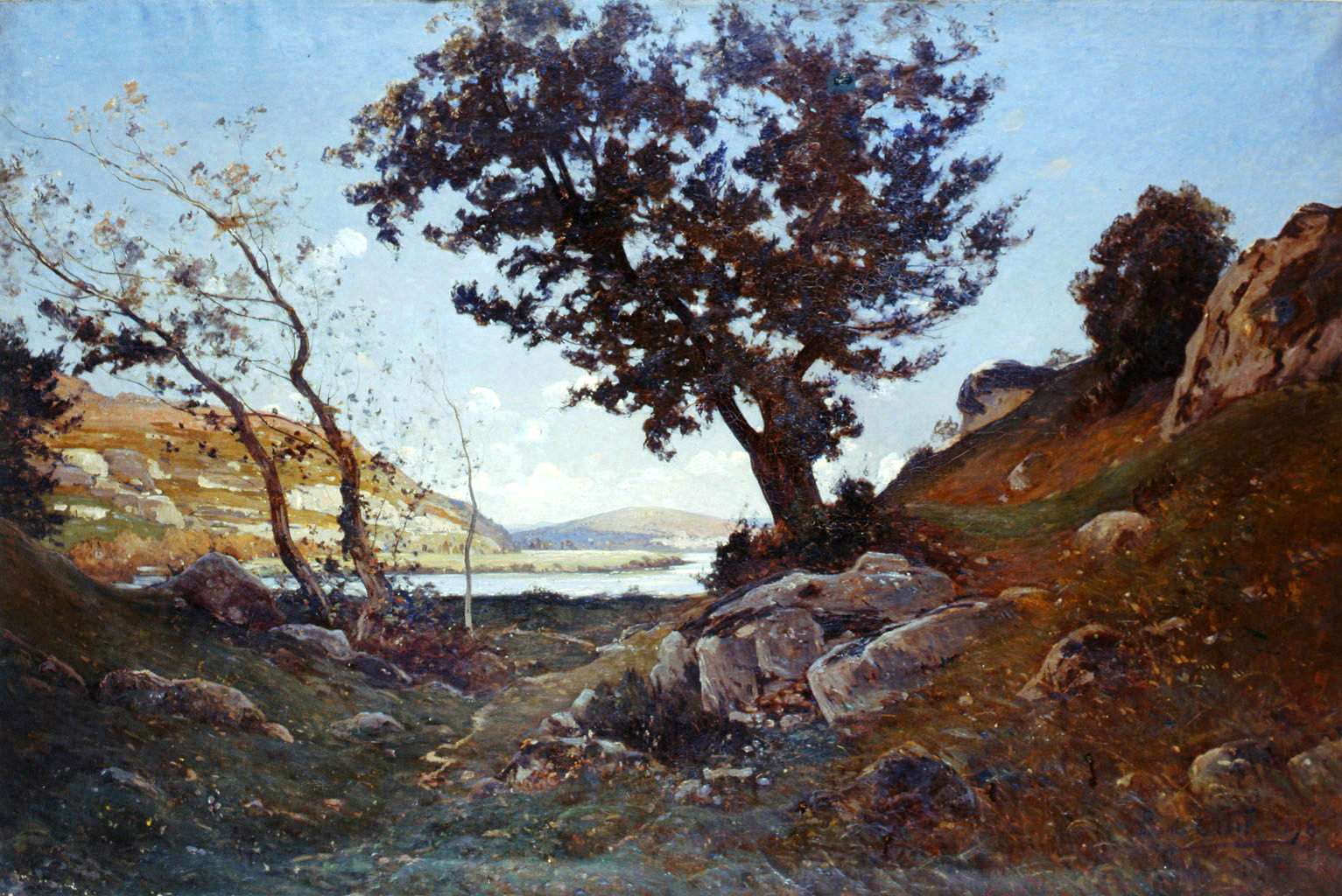
Paysage de Dordogne (1893), musée des Beaux-Arts de Bordeaux.
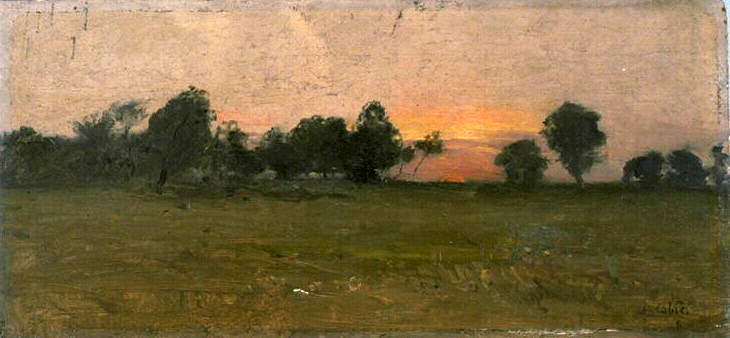
Paysage (soleil couchant) (vers 1900), musée des Beaux-Arts de Bordeaux.
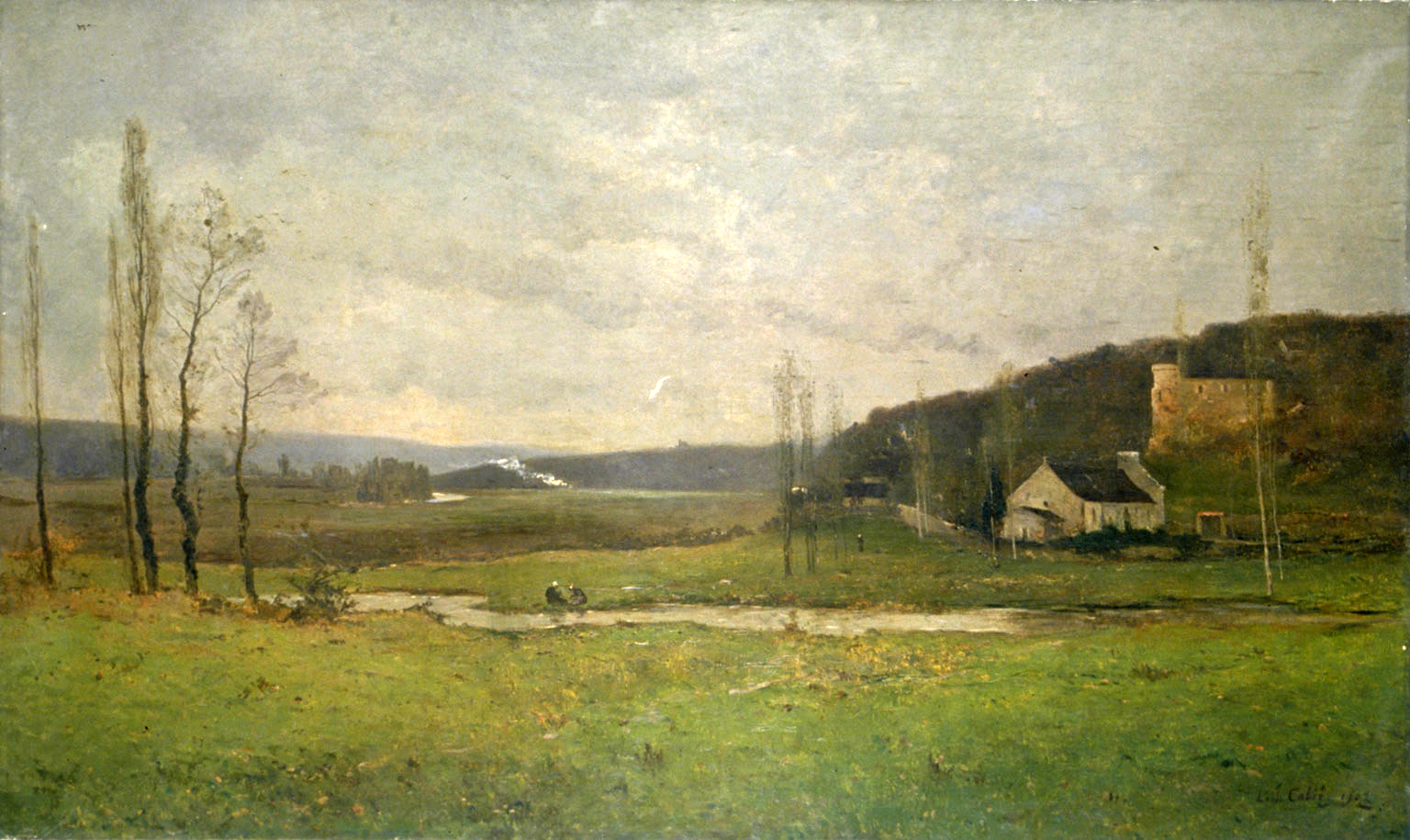
Hiver à Saint-Cricq (1902), musée des Beaux-Arts de Bordeaux.
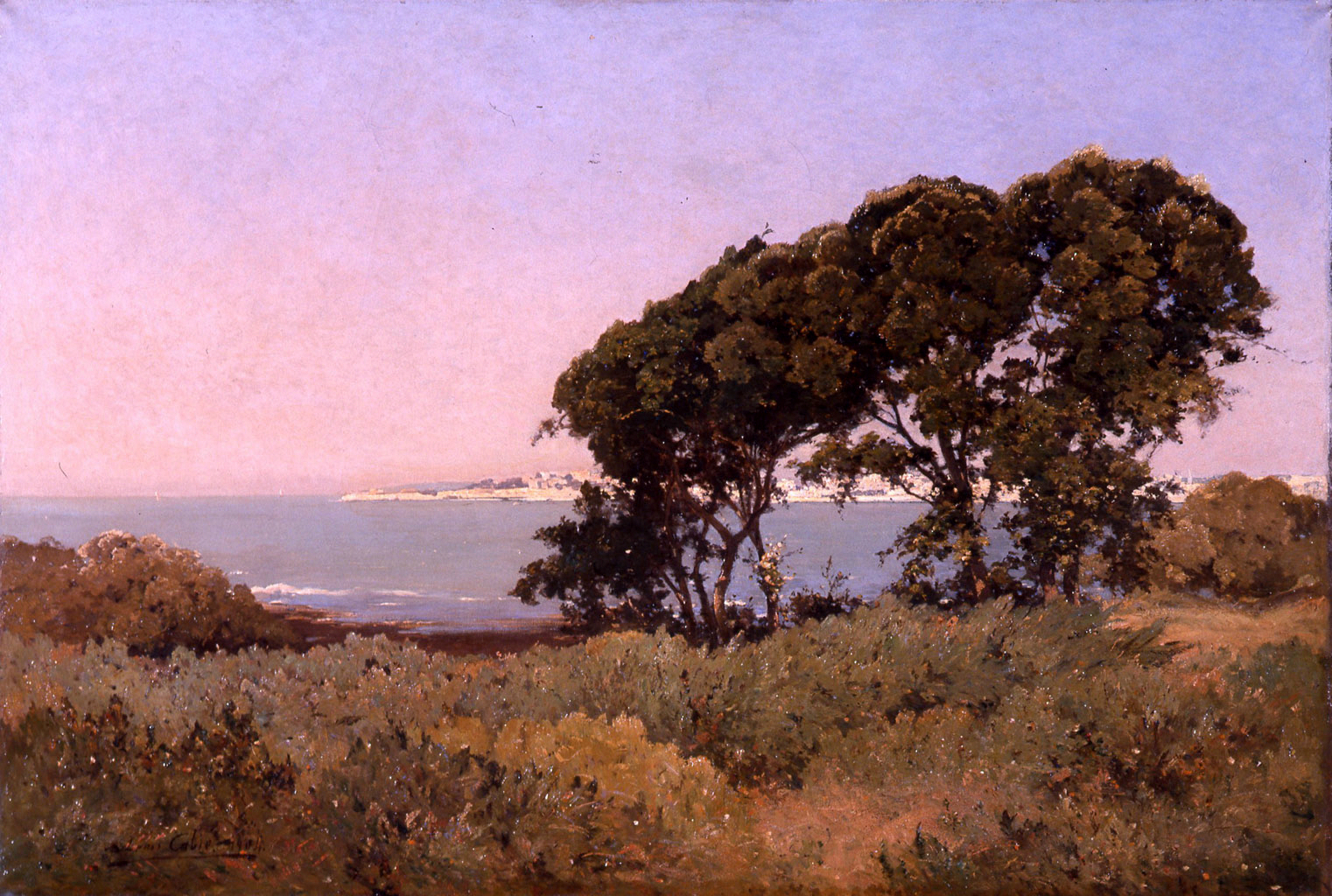
Vue de Royan depuis le Médoc (1904), musée des Beaux-Arts de Bordeaux.
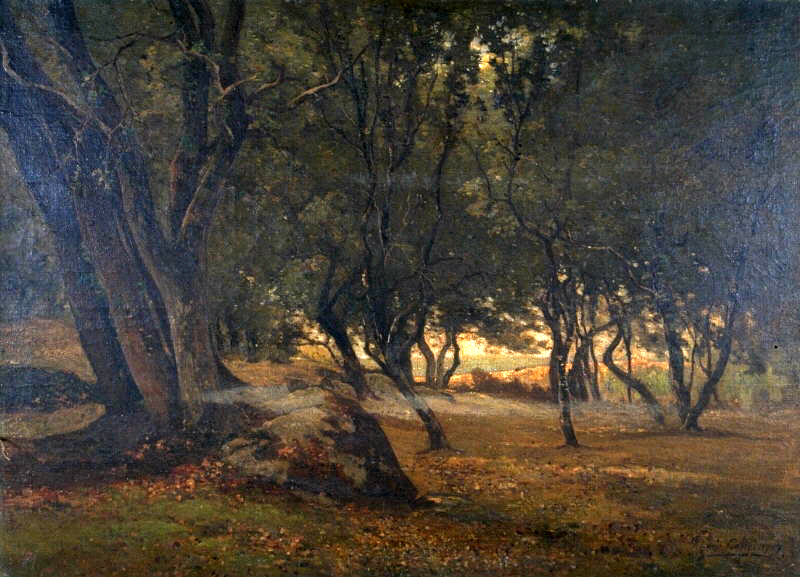
Sous les chênes verts (1907), musée des Beaux-Arts de Bordeaux.
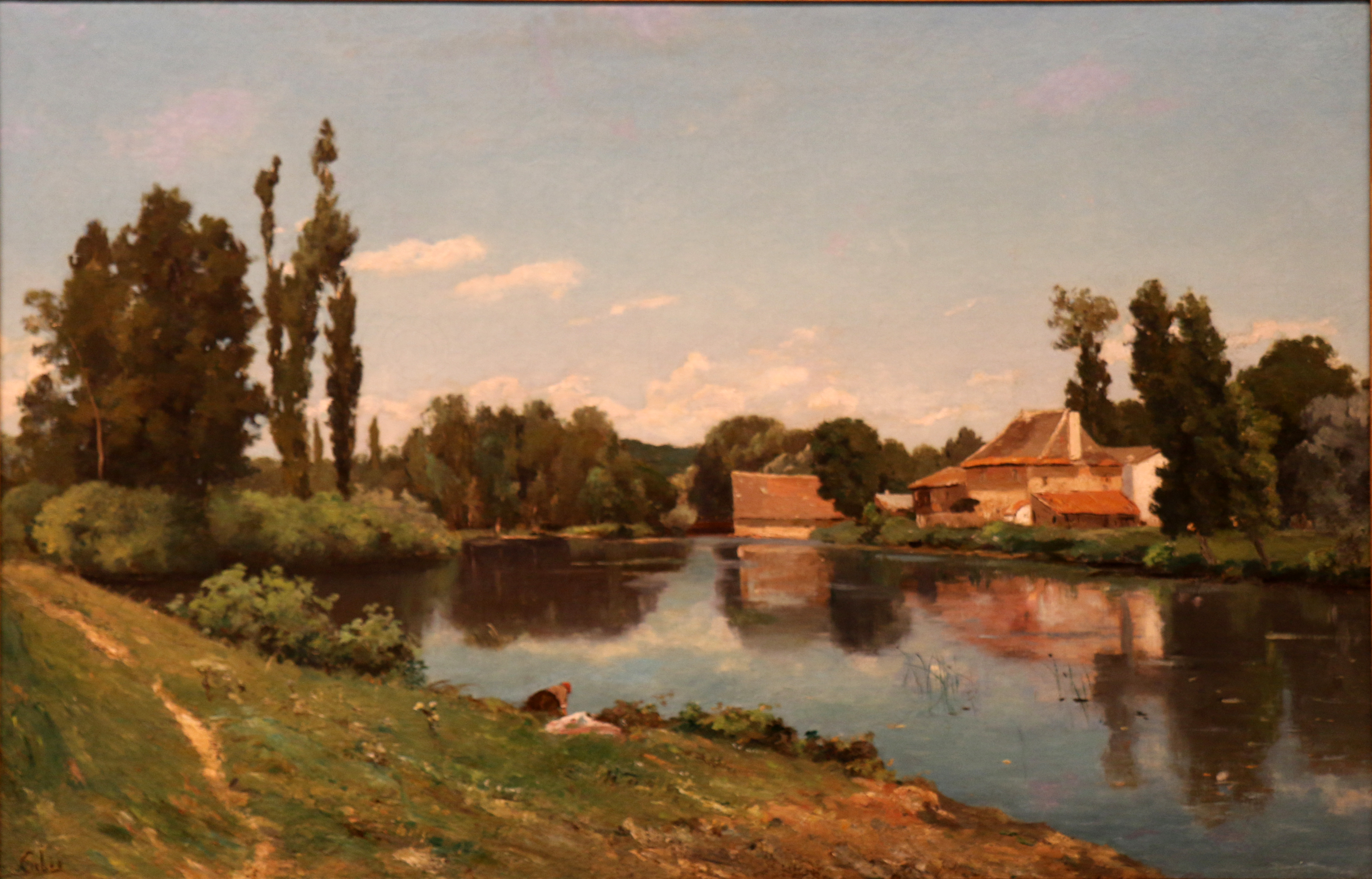
Paysage, bord de rivière, musée d'Art de Toulon.